# Гонгшански мунтжак
Гонгшанският мунтжак (Muntiacus gongshanensis) е представител на семейство Еленови известен на науката от началото на 20 век, но на практика е непроучен. Среща се в Тибет и Северен Мианмар. Популацията му намалява вследствие на лова от местни жители, но е недостатъчно проучен за да бъде класифициран в Червения списък на световнозатрашените видове на IUCN.